# Carrillos
Carrillos è un distretto della Costa Rica facente parte del cantone di Poás, nella provincia di Alajuela.
Carrillos comprende 4 rioni (barrios):
- Bajo de Carrillos
- Hacienda Sonora
- Ingenio Costa Rica
- Platanillo